# وميض (ألبوم)
وميض أو فليكر (بالإنجليزية: Flicker)‏ هو أول ألبوم للمغني الإيرلندي نايل هوران، تم إصدار الألبوم في 20 أكتوبر 2017، من قبل موسيقى ضباب نيون وتسجيلات الكابيتول
.

## قائمة أغاني الألبوم
| #   | عنوان                                     | المدة |
| --- | ----------------------------------------- | ----- |
| 1.  | "حرة طليقة (On the Loose)"                | 3:43  |
| 2.  | "هذه البلدة (This Town)"                  | 3:52  |
| 3.  | "أرى كالأعمى (It's You)" (مع مارين موريس) | 3:05  |
| 4.  | "أيدى بطيئة (Slow Hands)"                 | 3:07  |
| 5.  | "أطلب الكثير (Too Much to Ask)"           | 3:43  |
| 6.  | "منازل ورقية (Paper Houses)"              | 3:34  |
| 7.  | "عندما نكون بمفردنا (Since We're Alone)"  | 4:02  |
| 8.  | "وميض (Flicker)"                          | 4:18  |
| 9.  | "أطلق النار (Fire Away)"                  | 3:26  |
| 10. | "أنت وأنا (You and Me)"                   | 3:04  |

- أغانى إضافية

| #   | عنوان              | المدة |
| --- | ------------------ | ----- |
| 11. | "وحدى (On My Own)" | 4:00  |
| 12. | "مرايا (Mirrors)"  | 3:38  |
| 13. | "المد (The Tide)"  | 3:20  |

- أغانى إضافية

| #   | عنوان                                        | المدة |
| --- | -------------------------------------------- | ----- |
| 14. | "وميض (صوتى) (Flicker (acoustic))"           | 4:12  |
| 15. | "حرة طليقة (صوتى) (On the Loose (acoustic))" | 3:14  |

## روابط خارجية
- وميض على موقع ميتاكريتيك (الإنجليزية)
- وميض على موقع أول موفي (الإنجليزية)